# Complexo de Mali
O Complexo do Mali é um complexo de favelas que engloba um conjunto de favelas entre as cidades de São João de Meriti e Duque de Caxias,  no estado do Rio de Janeiro. A região engloba outros complexos de favelas já constituídos anteriormente e que são geograficamente unidos, e que em 2021 foram dominados pela mesma facção criminosa.

## Subdivisões
O complexo é formado  pelas comunidades a seguir:
- Morro do Tamanco
- Morro da Vila Ruth
- Morro do Guarani
- Favela do Faisão
- Morro do Embaixador
- Dick do Vilar
- Morro do Amor
- Morro do Cruzeiro
- Morro da Igrejinha
- Morro da Caixa D'água

## Ver Também
- Complexo da Manguerinha